# Manos Achalinotopoulos

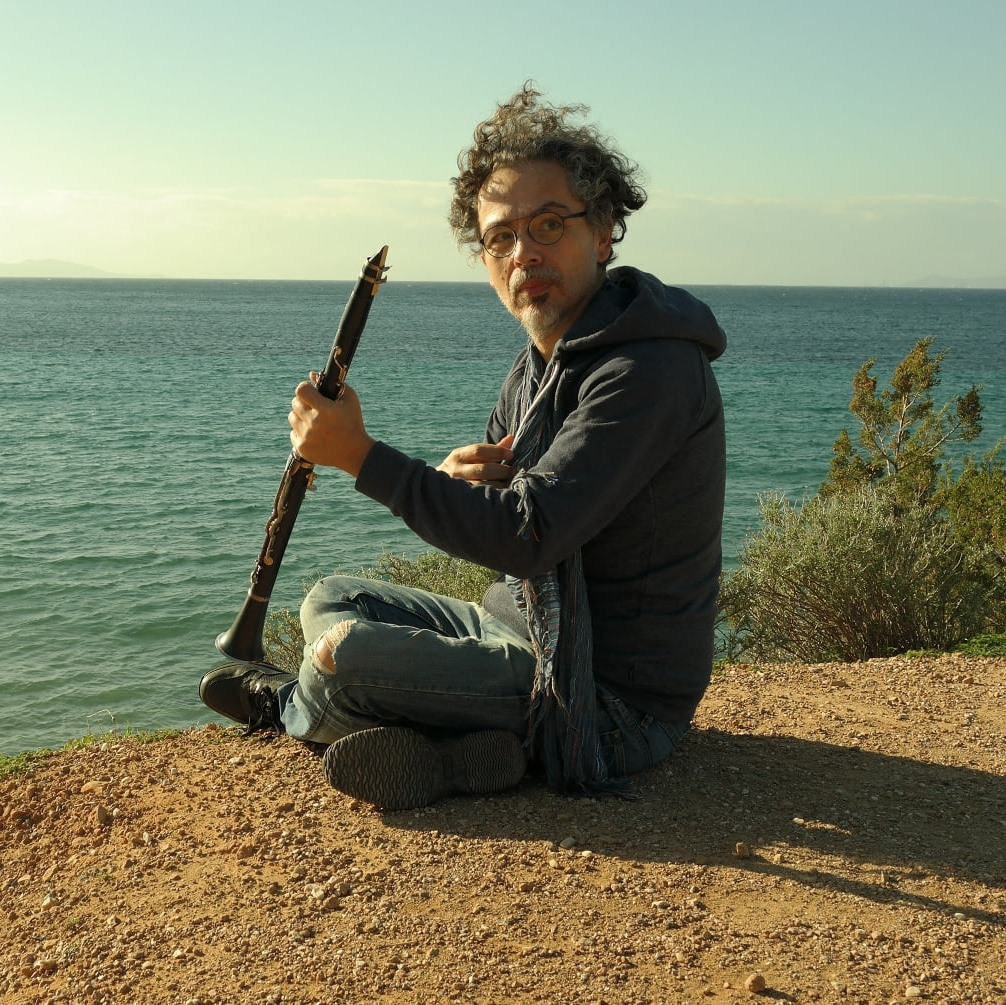
Manos Achalinotopoulos (25. Januar 2021)

Manos Achalinotopoulos (griechisch Μάνος Αχαλινωτόπουλος, * 1968 in Athen) ist ein griechischer Klarinettist, Komponist und Musikpädagoge.

## Leben
Manos Achalinotopoulos wurde in Athen geboren und wuchs dort auf. Seine Familie stammte aus Kleinasien. Ab einem Alter von neun Jahren begann er autodidaktisch mit dem Erlernen von Flöte und Klarinette. Nach dem Schulabschluss studierte er Erziehung und Politische Wissenschaft. Er ist Absolvent des Musikwissenschaftlichen Instituts der Nationalen und Kapodistrias-Universität Athen. Er spielt Klarinette, Kaval, Schalmei und diverse Flöten. 1986 nahm er mit einer griechischen Gruppe beim Pan-Mediterranean Festival für Folkloremusik in Valencia teil. 1987 wurde er beim Festival von Ithaka als bester Solist ausgezeichnet. Weltweit gibt er Konzerte und er nahm in der Vergangenheit bei vielen renommierten Festivals teil wie 1999 und 2002 beim Montreux Jazz Festival, dem Sphinx Festival in Belgien, dem Womad Festival, dem Auckland Festival of the Arts und dem Jazz Festiv Bei der Eröffnungs- und Schlussfeier der Olympischen Sommerspiele 2004 in Athen spielte er mit seiner Klarinette Musik des berühmten griechischen Komponisten Mikis Theodorakis. Im März 2011 wirkte er bei der Uraufführung von The New Zeimbekiko des griechischstämmigen Komponisten John Psathas (* 1966) in Auckland mit.
Manos Achalinotopoulos unterrichtete Klarinette in der Abteilung für Traditionelle Musik und Ethnomusikologie am Τεχνολογικό Εκπαιδευτικό Ίδρυμα Ηπείρου  TEI [an der Technologischen Bildungseinrichtung Epirus], der Abteilung für Grundschulbildungbung an der Nationalen und Kapodistrias-Universität Athen mit Professor Aristoteles Raptis. Daneben gab er unter anderem Seminare am Conservatorium van Amsterdam, an der Victoria University of Wellington, an Ross Dalys musikalischem Workshop Labyrinth und dem Music Village Μουσικό Χωριό Pelion. Seit 2006 unterrichtet er traditionelle Klarinette am Institut für Musikwissenschaft und Kunst der Universität Makedonien.

## Werke (Auswahl)
Neben seinen CDs schuf er Musiken zu Theaterstücken und Filmen.

### Diskographie
- Λαϊκό Κλαρίνο, CD, 1996
- Hyacinth, CD, 1998, veröffentlicht bei Sony Music International
- Iakinthos, CD, veröffentlicht bei Sony Music Greece
- Live in Amsterdam with Nederland Blazers Ensemble, CD, 2003
- Zopirin, CD, 2010
- Flight in Light, 2011